# Zerkwitz

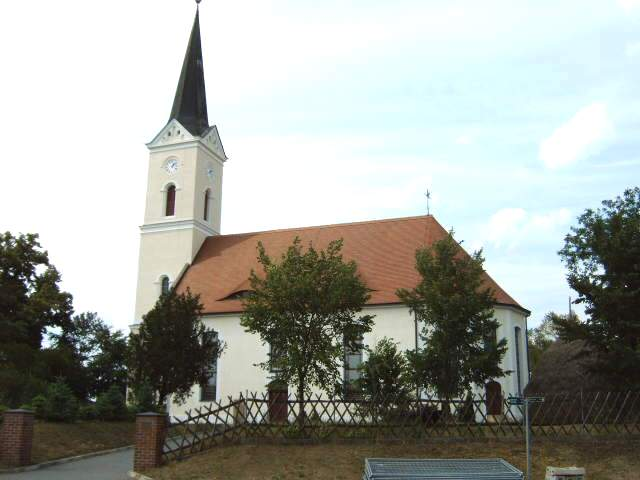
Vue de l'église luthérienne-évangélique de Zerkwitz

Zerkwitz (en sorabe: Cerwika) est un village de Basse-Lusace en Allemagne appartenant à la commune de Lübbenau, au nord de l'arrondissement de Haute-Forêt-de-Spree-Lusace situé au sud du Brandebourg. Sa population était de 609 habitants en 2009. Elle est en majorité de langue sorabe en plus de la langue allemande. Cependant les Sorabes de Basse-Lusace sont luthériens-évangéliques, alors que ceux de Haute-Lusace sont demeurés en majorité catholiques.

## Géographie
Le village se trouve à la limite du parc naturel du bord de Basse-Lusace et à l'ouest de la Spreewald. Au nord du village, s'étend le village de Krimnitz et plus au nord encore, la ville de Lübben.

## Histoire
Le village a été mentionné pour la première fois par écrit sous le nom de Czyrkewicz en 1315, ce qui signifie que s'y trouvait une église (tserkvia en racine slave, écrit cerkwja en sorabe). Il appartient à la seigneurie de Lübbenau. Le nom du village s'écrit Cerkowicz, puis Cerkwitz en 1541, Zerkwiza au XVIIIe siècle et enfin Cerkwica en 1843. Il entre après le congrès de Vienne dans le royaume de Prusse et dépend de l'arrondissement de Calau. Le village de Kleeden lui est agrégé en 1926. Il entre dans l'arrondissement de Lübbau en 1950 et en 1952 dans le district de Calau (Kreis Calau). Le village est intégré à la commune de Lübbenau en 1978.
Le village a redonné vie, dans les années 1990, à la tradition de la procession équestre de Pâques, marqueur de l'identité sorabe.

## Source
- (de) Cet article est partiellement ou en totalité issu de l’article de Wikipédia en allemand intitulé « Zerkwitz » (voir la liste des auteurs).